# Stradone Porta Palio
Lo stradone Porta Palio, conosciuto anche con il nome di corso Porta Palio, è un'importante strada di Verona, dove separa i quartieri di San Zeno e Cittadella, corrispondente al tratto extra moenia della via Postumia della Verona romana.

## Storia
La strada ricalca fedelmente il tracciato della via Postumia di origine romana, che in questo tratto scorreva fuori dalle mura romane di Verona e si avviava verso Villafranca di Verona. Il toponimo della via rimanda al palio del drappo verde, che viene citato anche da Dante Alighieri nella Divina Commedia: il palio venne sancito nello statuto emanato da Alberto I della Scala, e consisteva in alcune gare di corsa che in origine venivano svolte nella prima domenica di quaresima, spostate al giovedì grasso nel 1434, su suggerimento di Bernardino da Siena, e infine all'ultima domenica di carnevale. Proprio quando venne mutato il calendario, probabilmente venne cambiato il percorso del palio che venne spostato proprio sul rettifilo che da porta Palio giungeva fino alla chiesa di Santa Anastasia, dando così il nome alla strada moderna.

## Descrizione

### Da corso Castelvecchio a via Carmelitani Scalzi
Lo stradone parte dall'omonima porta sanmicheliana e si conclude all'incrocio con vicolo San Silvestro e largo Don Bosco, dove il percorso prosegue con il nome di corso Castelvecchio di fronte all'omonimo castello scaligero.
Al civico 20 si trova la facciata della sconsacrata chiesetta di Santa Caterina Vergine e Martire, sul cui portale si può leggere l'iscrizione «Divae Catherinae - sacrum vicinia posuit». Qui si riunivano i confratelli delle Stimmate e di San Francesco che, a causa del numero troppo elevato di appartenenti, nel XVII secolo decisero di realizzare un nuovo oratorio, lasciando la chiesa dedicata a Santa Caterina, che fu infine requisita dal demanio napoleonico nel 1808.
Al civico 31, non distante dal castello e quasi di fronte alla chiesa sconsacrata, sorge il palazzo Orti Manara, il più imponente di questo tratto della via. L'edificio venne costruito nel 1784 su progetto dell'architetto veronese Luigi Trezza in stile neoclassico: il corpo centrale bugnato è caratterizzato a livello strada da quattro gigantesche cariatidi, scolpite da Francesco Zoppi e da Angelo Sartori, che sostengono al piano superiore una balconata che corre lungo il corpo centrale della fabbrica, che viene organizzato a sua volta da quattro semi pilastri corinzi che sostengono il timpano terminante con statue acroteriali.

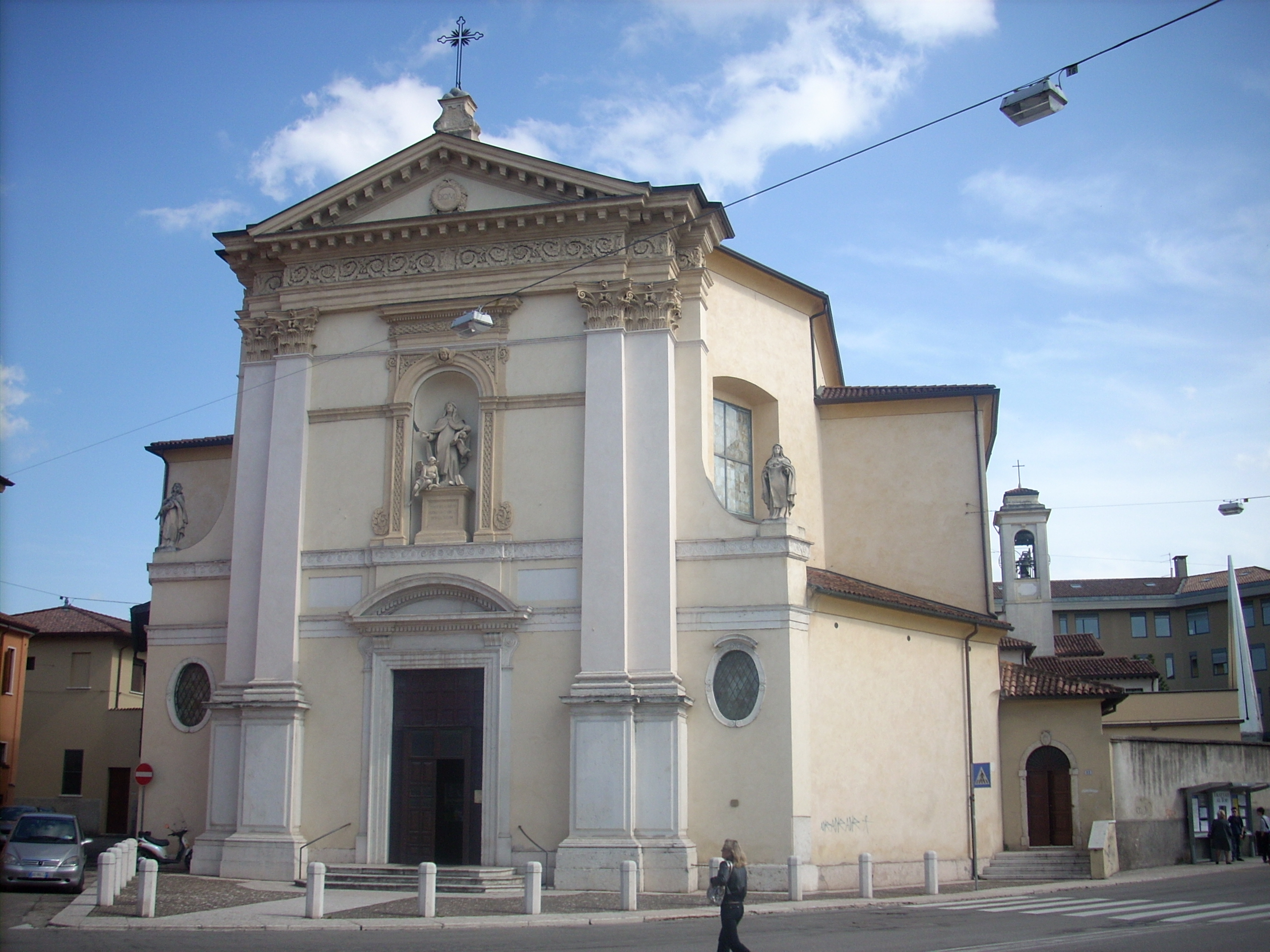
La chiesa degli Scalzi fotografata dallo stradone

Poco oltre palazzo Orti Manara si trova la chiesa barocca di Santa Teresa agli Scalzi, il cui esterno è animato da tre statue di Francesco Zoppi, mentre l'interno a pianta ottagonale è contraddistinto da tre solenni altari barocchi, di cui quello maggiore presenta una pala di Antonio Balestra, Annunciazione con il Padre Eterno in gloria. Annesso alla chiesa vi era un convento che venne soppresso nel 1806 e venne adibito a carceri giudiziarie, tuttavia i bombardamenti aerei della seconda guerra mondiale distrussero quasi completamente il complesso, di cui rimane solo qualche lacerto musealizzato.

### Da via Carmelitani Scalzi a porta Palio
Sulla sinistra del civico 49 si trova la chiesa sconsacrata di Santa Lucia, a cui si collega la tradizione della fiera di Santa Lucia a Verona. Una chiesa dedicata alla martire siracusana esisteva sul sito già in età medievale ma andò demolita e ricostruita solamente nel 1743, insieme ad un convento. Il complesso venne demaniato dall'autorità militare napoleonica tra 1805 e 1806, che vi ricavò all'interno le caserme che ancora oggi fiancheggiano il lato dello stradone, e in cui poi trovò sede la direzione del genio di Santa Lucia. Del complesso originale sopravvive solo la facciata della chiesa e una parte del chiostro, a causa dei bombardamenti che ha subito il complesso durante la seconda guerra mondiale.
Nell'ultimo tratto della strada, appena prima della porta sanmicheliana, si trova l'imponente ospedale di Guarnigione di Santo Spirito, ex ospedale militare progettato dalla Genie Direction austriaca di stanza nella città scaligera e costruito tra il 1852 e il 1856. L'edificio è pensato come un palazzo urbano, privo di connotati militari, ma la cui solenne grandiosità vuole rimandare alla provvidenza statale asburgica. La facciata principale di questo complesso di notevole mole affaccia lungo lo stradone Porta Palio, da cui è separato mediante un cortile, ed è caratterizzata da uno stile neoclassico che rimanda al Settecento prussiano e sassone.

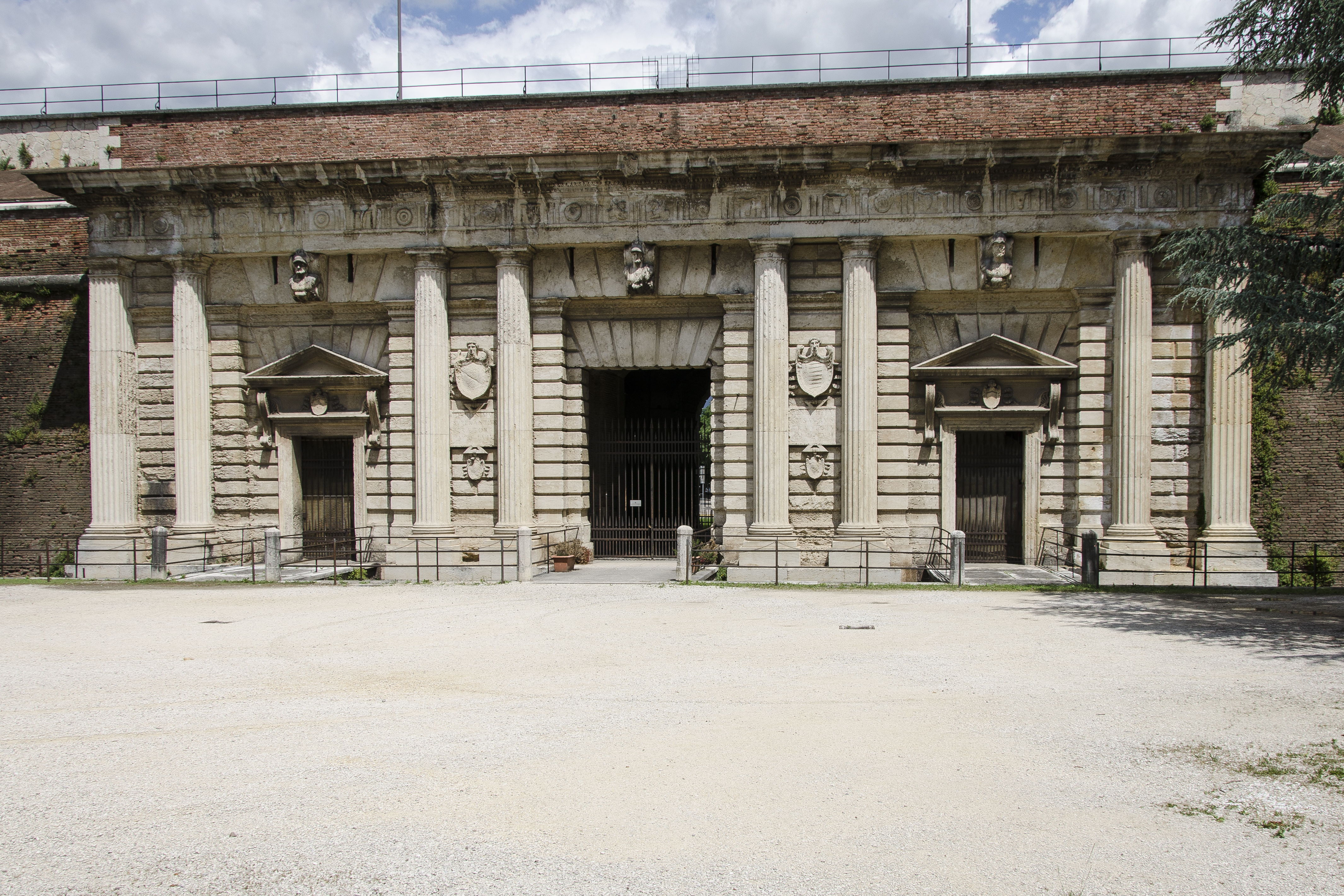
La porta d'accesso allo stradone

Lo stradone termina con la porta Palio, opera dell'architetto Michele Sanmicheli, un tempo saldata alla cinta muraria di origine veneziana ma successivamente separata da essa tramite due brecce ai lati. La porta è contraddistinta da due prospetti molto diversi tra loro, con quello verso campagna che assume una scala monumentale e un trattamento quasi sfarzoso e quello verso città che si presenta con un prospetto severo, in cui la superficie del muro non viene alleggerita da decorazioni come nella facciata verso campagna e anzi è completamente ricoperta, comprese le semicolonne, di bugnato grezzo. Una facciata posteriore così severa contrapposta a una facciata anteriore così sontuosa si spiega con la teoria dell'architetto e teorico rinascimentale Sebastiano Serlio: la porta doveva segnalare il limite tra città e campagna, quindi dall'interno della città essa doveva apparire come "opera di natura", mentre dalla campagna doveva apparire come "opera di mano" dell'uomo.